# Susticacán
Susticacán Pequeño poblado en el municipio del mismo nombre del estado de Zacatecas, México.
Este pequeño poblado se encuentra entre las coordenadas geográficas 103° 06' latitud norte y 22° 37' longitud oeste. Estadísticamente, de acuerdo a los datos que presentó el Instituto Nacional de Estadística y Geografía (INEGI) sobre el conteo de población y vivienda realizados durante el 2020, está formado por una población total de 929 habitantes.

## Historia
En una carta fechada el 12 de febrero de 1561, Don Pedro Dávalos y Montiel, Capitán Reformador, pide que se conceda ser cabecera y tener su gobiernos a los cuatro pueblos hasta entonces congregados: San Luis Obispo de Colotlán, Santo Tomás de Etsosticacán, San Francisco de Huejúcar y Tlaltenango.
Siendo 1562 la fecha oficial de la fundación y reconocimiento de tierras al pueblo de Santo Tomás de Etsosticacán.

## Toponimia
Se cree que Etsosticacán viene del tarasco. Se compone de can, ‘lugar’, et, ‘cañada’, y sost, ‘fuerte’; por lo que significa: ‘lugar de cañada fuerte’. La palabra Susticacán es un vocablo modificado a través del tiempo.

## Sitios de interés

### Templo de la Virgen del Rayo
El templo de la Virgen del Rayo se construyó gracias a la creación de la cofradía en honor a dicha advocación. La cofradía se fundó en el año de 1677 y gracias a su buena administración y bonanza el templo se edificó entre los años 1697 a 1703. Fue el año de 1703 cuando se colocó la virgen en el altar, cuyo festejo se realizaba cada 8 de diciembre. A la virgen se le intitulaba de la Limpia e Inmaculada Concepción de María.
En el año de 1707 los indios principales de Susticacán dan cuenta de una queja al arzobispado de Guadalajara entre la que refieren que ellos fueron los constructores y describen su proceder así:
“Y nosotros con nuestro trabajo corporal poniendo y costeando todos los materiales necesarios menos el salario del maestro albañil y cantarero, fabricamos la iglesia… tiene 35 varas de largo, con paredes de cal y piedra labrada, obra de mampostería con su portada de calicanto, con su techo de terrado de vigas, con sus puertas y toda ella acabada porque se colocó en 1703, con toda solemnidad, y en su celebridad y regocijo de infantería de soldados traje morisma, todo a nuestra costa.” Con dicha queja, los indios de San Pedro Susticacán también refieren el primer milagro de dicha virgen así:
“Caso memorable que sucedió en vida del Obispo Ilustrísimo Señor Don juan de Santiago. Estando la imagen de esta cofradía fuera de su templo, en procesión de su demanda en el pueblo de Ixtlaguacán, jurisdicción Cuquío, le cayó un rayo a esta señora y le quemó el vestido y cabellera y el rosario en tres pedazos apareció a los pies de esta señora y la imagen santísima en su rostro del lado que le dio, quedo moreno, y con el tiempo ha vuelto a ser. En cuya atención y de lo cristiano, su señoría mandó expresamente que para ejemplo y memoria intitulaba a dicha imagen en Nuestra Señora de los Rayos y que pintor ninguno, no tocare a dicha imagen y que los días de fiesta se abriese con cuatro velas encendidas concediéndoles indulgencias a todos los fieles que visitaren esta imagen, y de testimonio de este milagro se ha perdido con el tiempo y mudanzas de curas y vicarios.”
En la actualidad se sigue festejando a dicha virgen cada 15 de agosto, en novenario de misas, procesiones, danza, música, flores, y cohetes de pólvora. Esta actividad religiosa dio origen a las fiestas civiles del municipio en las que la gente gusta de rodeos, quinceañeras, bodas, bailes de ferias, elección de Reyna y eventos culturales.
En los años 70 del siglo pasado al templo se le quitó el techo y se renovó conservando las vigas y tablas con acabado externo de techo en hormigón y concreto. En los 80 sus paredes fueron emboquilladas con mezcla de cal y cemento, a raíz de que las pegazones de barro entre piedra y piedra se desprendían, y en la base de los muros se presentaba mucha humedad. Las bardas perimetrales y atrio también se han renovado y modificado a base de trabajos en cantera en labrado rústico.

### Templo de San Pedro
Esta construcción tiene referencias históricas de que fue clasificada en el año de fundación o reconocimiento del pueblo de Susticacan, 1562. El culto se dedicó a San Pedro de Alcántara y no al discípulo de Cristo, Simón Pedro.
El edificio está hecho de piedra de cantera labrada y pegada con barro, solamente su fachada parece pegada con cal viva. Su arquitectura es muy austera y rústica. Su altar es un basamento de cuatro niveles disminuidos de masa en forma de prisma cuadrangular y en el centro aún hay una imagen pequeña, al parecer de San Pedro Alcántara. El edificio se ha rehabilitado en los muros a base de emboquillado entre piedra y piedra con mezcla de cal y cemento. El techo también se ha rehabilitado. La sacristía, con riesgos de fracturas en muros y techos caídos también se han rehabilitado. Actualmente este espacio solo se usa como aula de catequesis cada sábado. El culto a San Pedro se perdió, y no se celebra ningún festejo.

### Taller de joyería «Sustiplata»
Fundado en 2011 por Vicente Loera González y su esposa Yolanda Trujillo García, este taller elabora las más finas piezas de plata con diseños originales de su actual propietario, Ricardo García.

### Museo Los Cardos
Con piezas históricas, el recorrido por este pequeño museo permite al visitante formar una idea de las costumbres de antaño en el pueblo.

## Galería

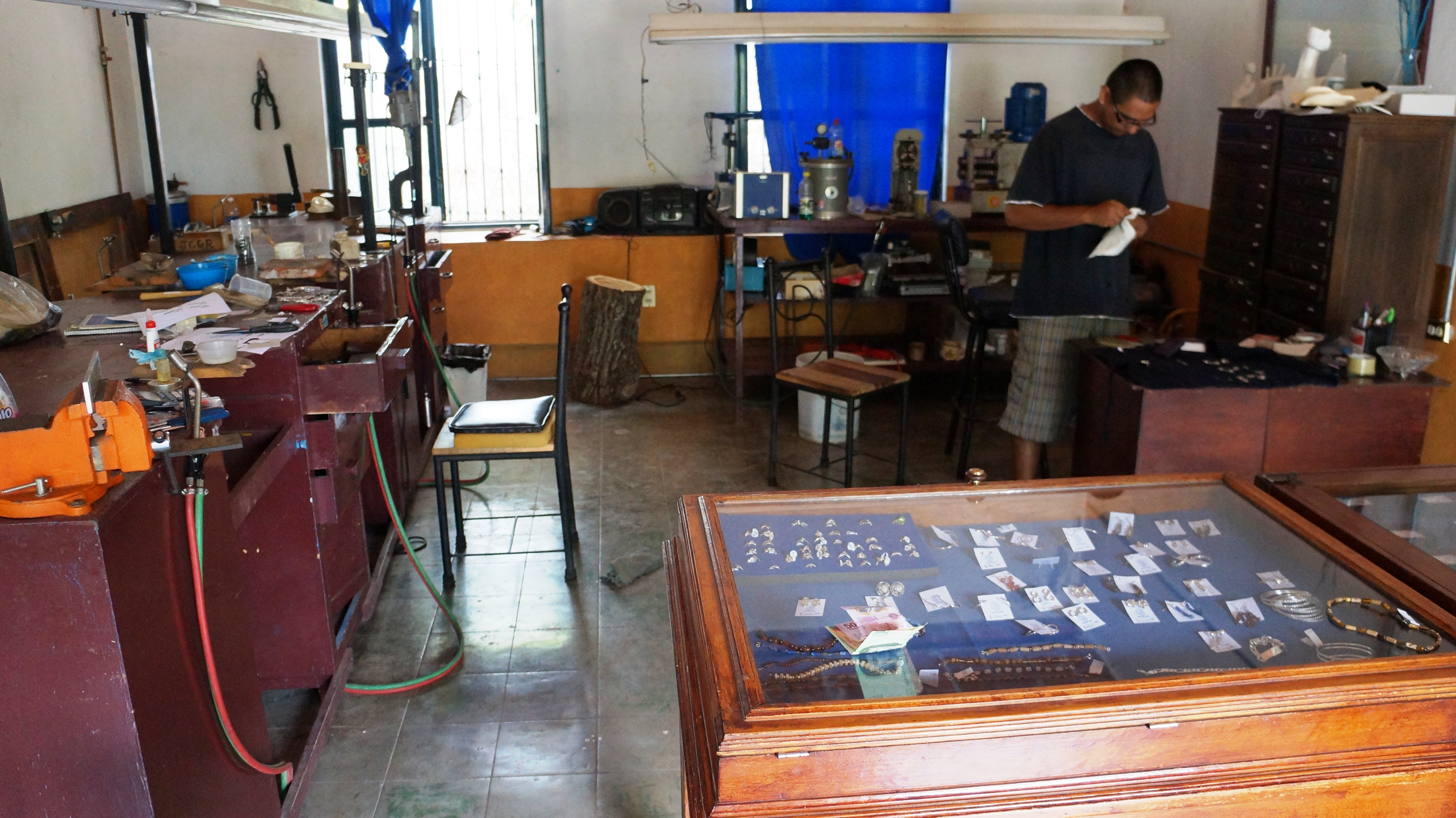
Taller Sustiplata
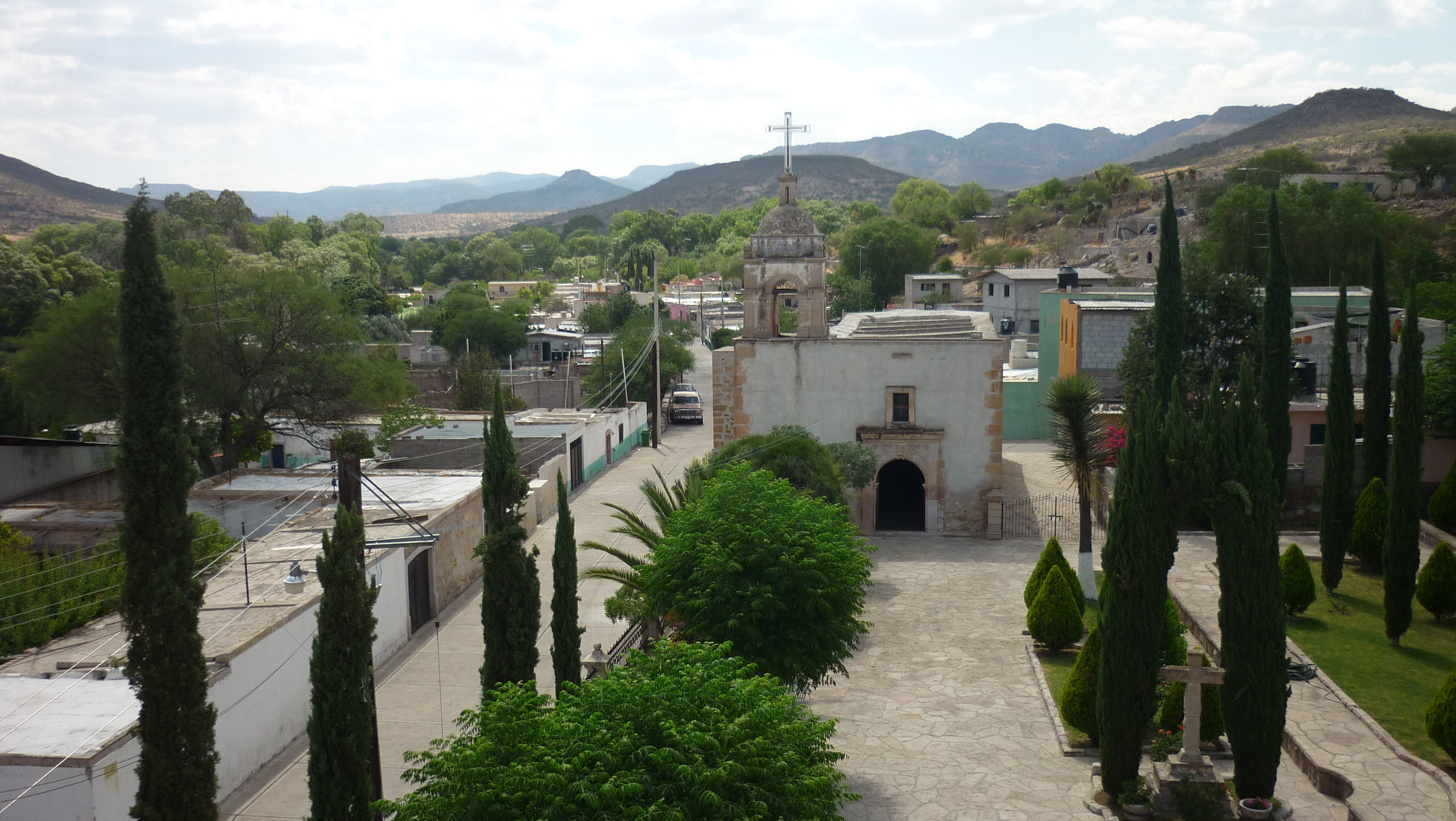
Capilla de San Pedro
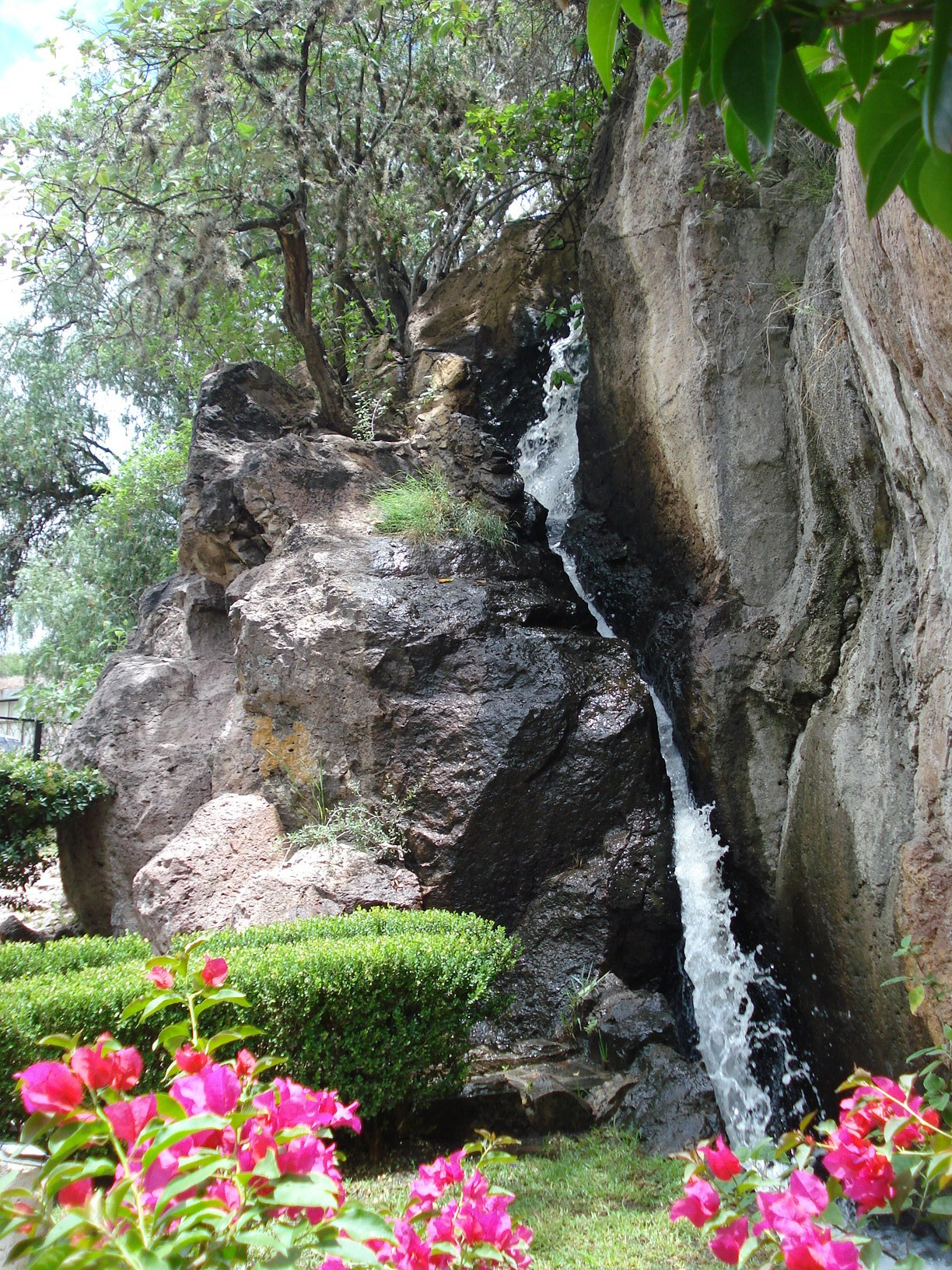
Cascada
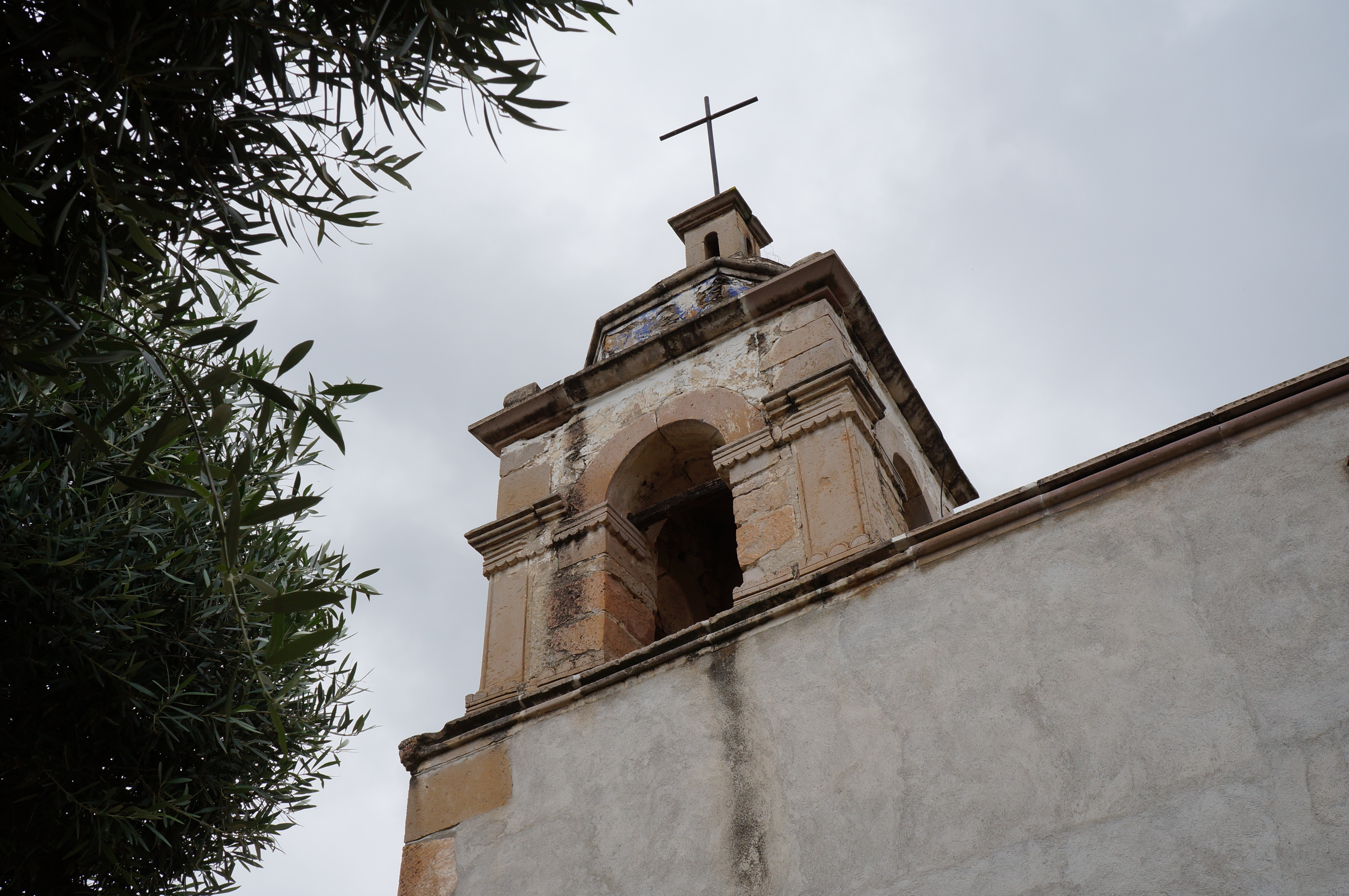
Torre de la Capilla de San Pedro
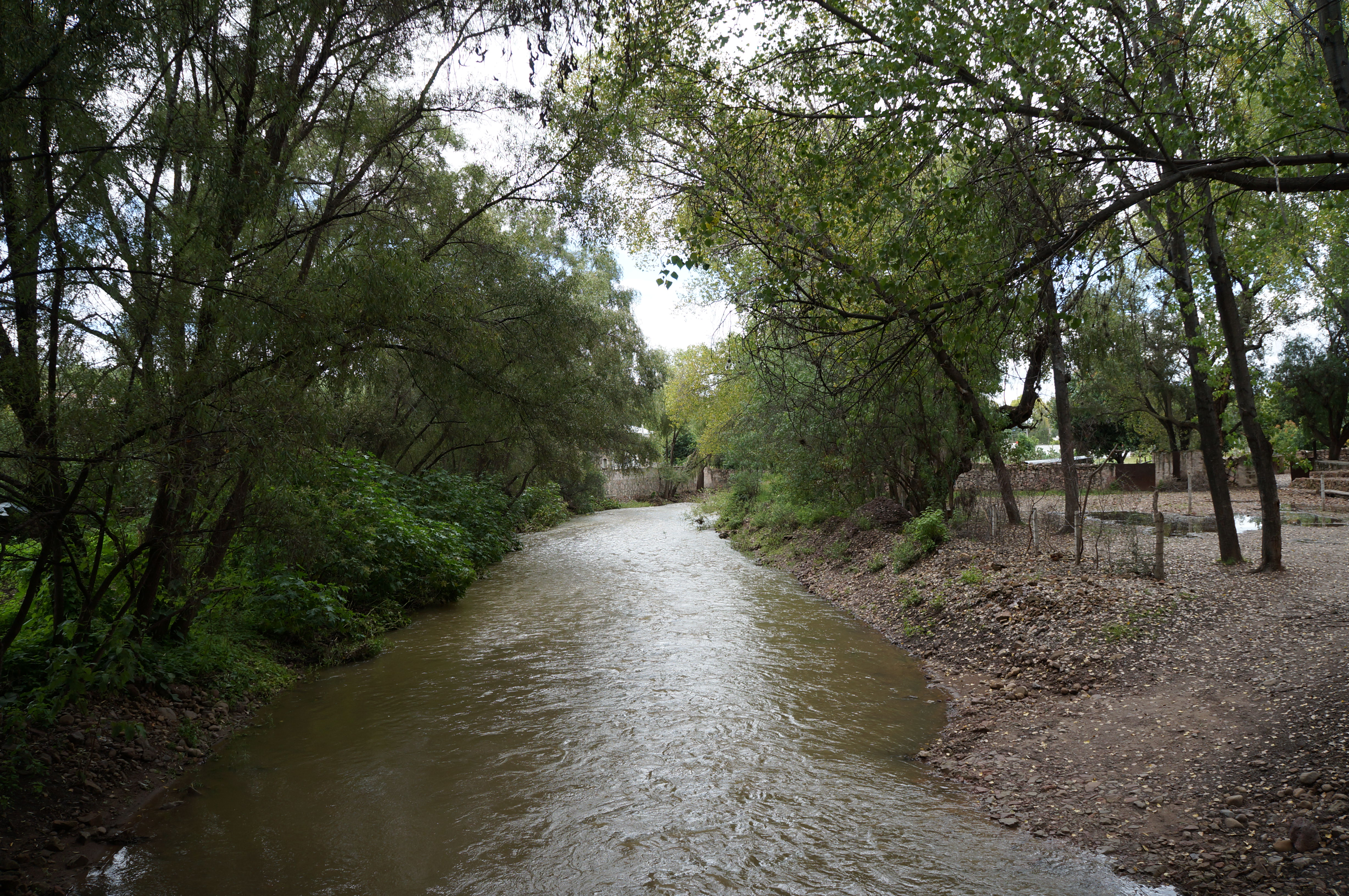
El río
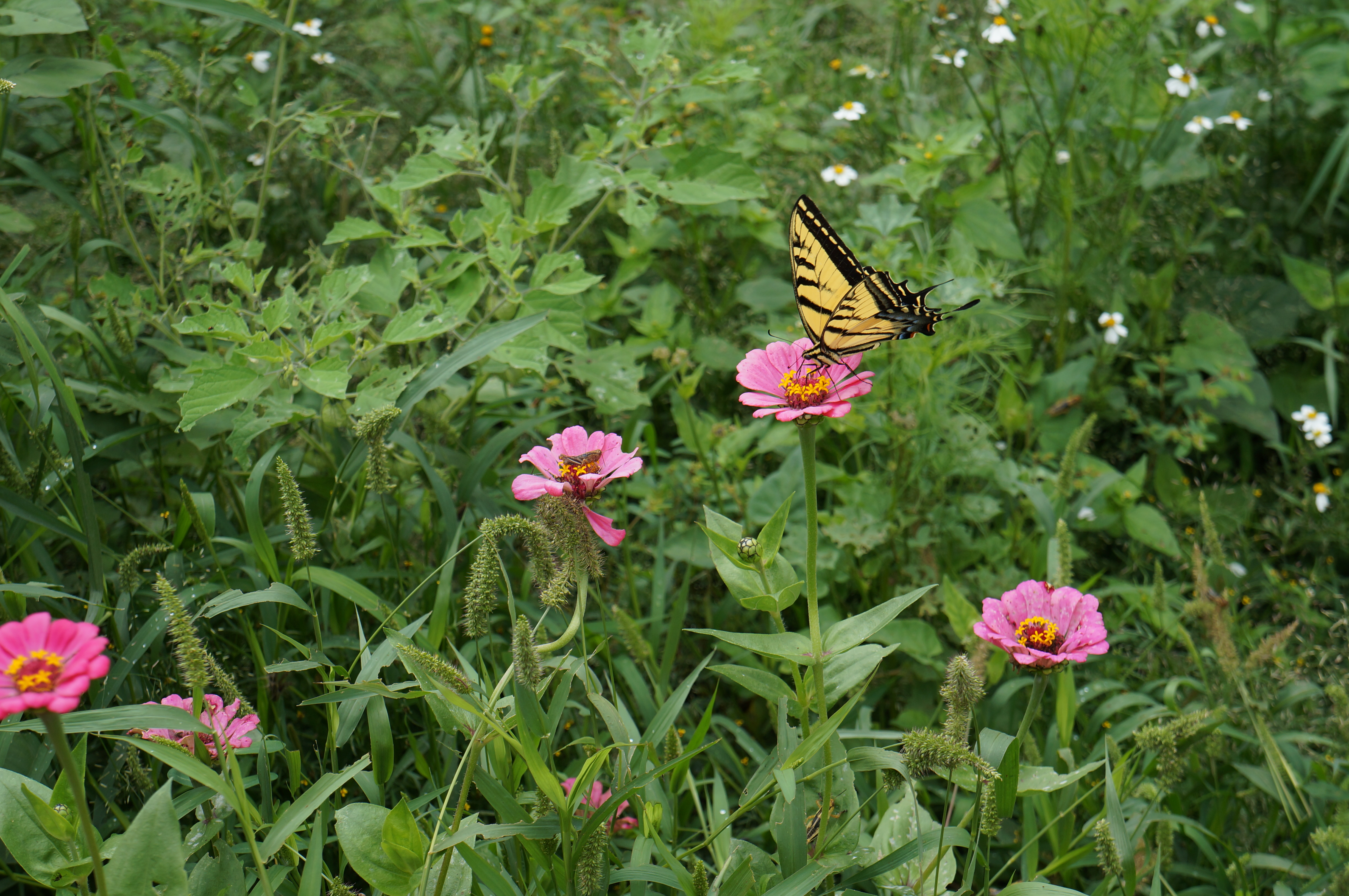
Flora y fauna de Suticacán
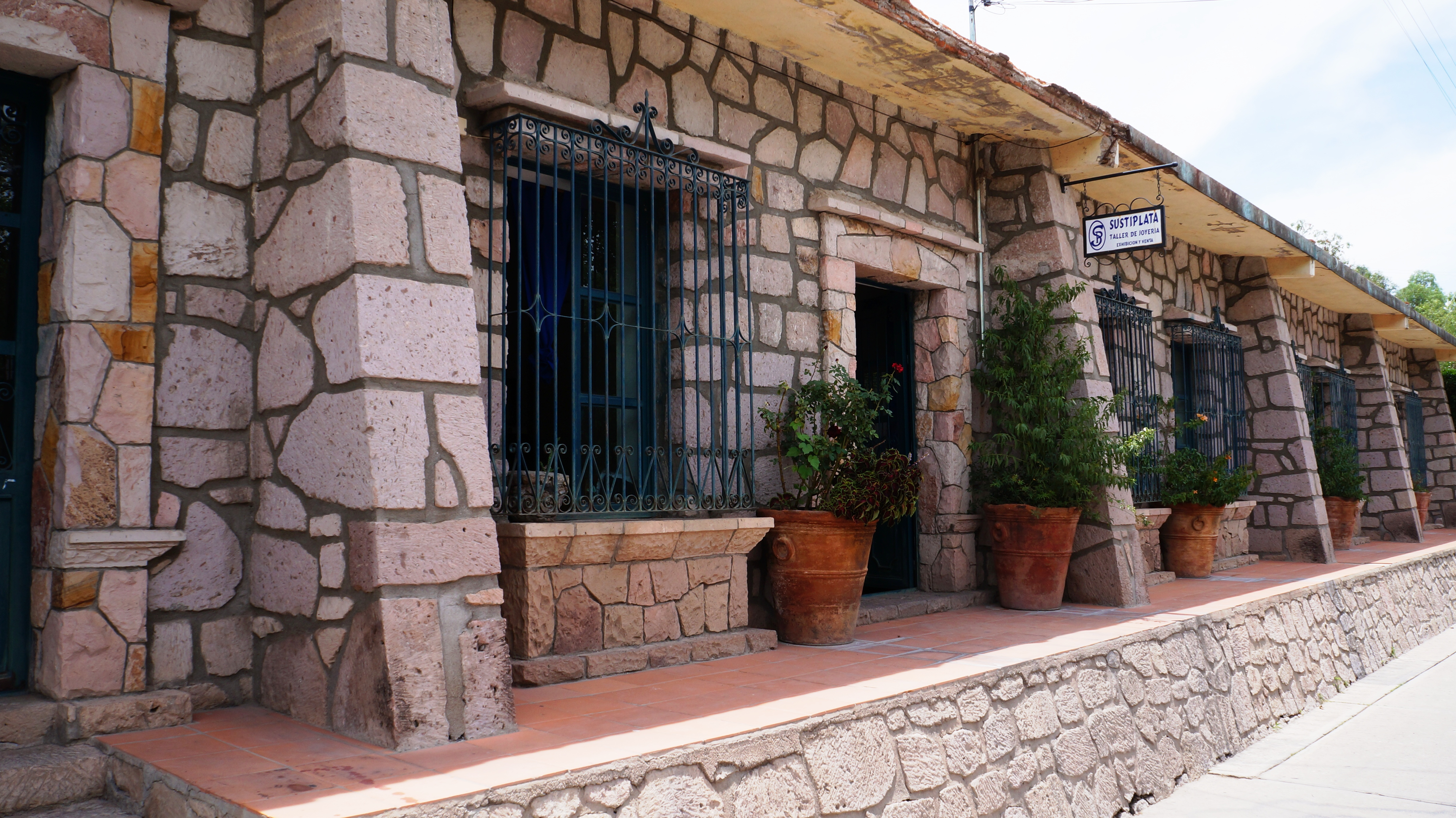
Museo Los Cardos
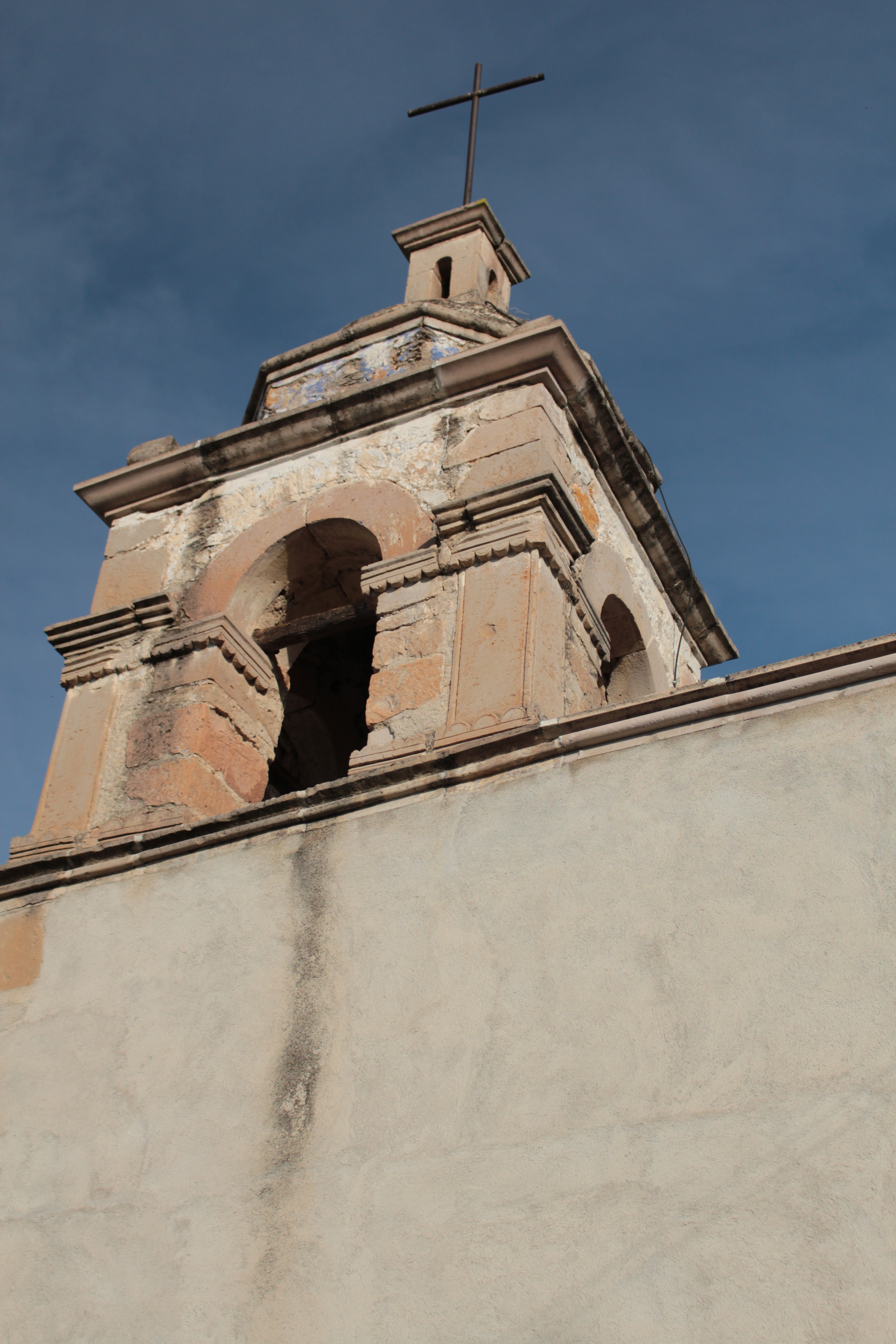
Templo de San Pedro de Alcántara